# Nonaspe
Nonaspe(Nonasp en catalán) es un municipio y localidad de España, en la comarca del Bajo Aragón-Caspe, provincia de Zaragoza, comunidad autónoma de Aragón. El término municipal, atravesado por el río Matarraña, pertenece a la comarca natural homónima y forma parte de la Franja de Aragón, en la que se habla catalán.

## Historia
Existen yacimientos del Neolítico como los de la Foia de Alcalá, Pla Embataller, Lo Consell, Mufalla, Los Vilars, y cerca de la Cova de la Virgen. Se han encontrado grabados rupestres en Les Tres Roquetes, entre el río Matarranya y la Vall de Fabara, posiblemente de la Edad del Bronce. Hay poblados íberos de los Ilercavones en Pontet y la Vall de Batea.
El toponímico de los Vilars puede indicar la existencia de algún yacimiento romano en este paraje. Se han encontrado algunos restos romanos y hasta monedas de plata de Pompeyo  cerca de la estación y en terrenos de huertas. De tiempos visigodos es el poblado de los Vilars, habiendo restos de tumbas excavadas en la roca.
Los árabes llegaron en los años 713-714, estableciéndose las tribus bereberes de los Hawwàra en Fabara y de los Miknàsa en Mequinenza. Perteneció a la Taifa de Tortosa. En octubre del año 2000 se descubren en el paraje de Ribers restos de tres tumbas de lajas (piedras lisas), con restos humanos. El actual pueblo de Nonaspe es de esta época, por su proximidad a los cultivos y por lo elevado del terreno para su defensa. En torno al castillo, un torreón almenado, se agrupó la población.
Alfonso I de Aragón, el Batallador, en 1133 conquista Mequinenza y las tierras entre los ríos Algars y Matarraña. Nonaspe aparece por primera vez documentada en las crónicas del  reino y, concretamente, en el libro I de los Anales de Zurita. Tras la conquista Nonaspe cambió de manos varias veces. Entre sus dueños se cuentan a Jimeno de Artusella, último de los tenientes de Loarre, teniente de Sariñena y señor de Bolea, y Mayordomo del Rey y del Reino; Guillem de Cervelló, señor de Nonaspe y caballero de Guillem de Montcada; y su esposa doña Elvira de Artusella, hermana de Jimeno. También, perteneció a la Orden del Temple y en 1312, por disolución de la Orden del Temple, pasa a la Orden de los Hospitalarios o Sanjuanistas, dependiendo de la Castellanía de Amposta. En 1376, Juan Fernández Heredia incorpora Nonaspe al Convento Hospitalario de Caspe, al que perteneció hasta la desamortización en el siglo XIX. En el año 1409 es Comendador de Nonaspe, Fray Salvador Luna, transforma el castillo-fortaleza en casa-palacio, de la que se conservan elementos góticos como son dos ventanales geminados de arco semicircular, con dos cabezas, una correspondería a Antonio Fluviá y la otra a Salvador Luna.
Ya de época moderna, 1588, tiempos de Felipe II, es el Casal y Linaje de los Infanzones de Turlán. Casa Solariega originaria de Nonaspe, cuyo apellido aparece en numerosos documentos históricos nacionales. 
La guerra de los Segadores de Cataluña, entre 1640 y 1652, afectó a la comarca. En 1640 tropas francesas destruirán el castillo, varios edificios de la villa y muchos documentos, y en 1648 incendian Nonaspe, acabando con todos los documentos existentes.
La guerra de la Independencia contra Francia supone la llegada de las tropas invasoras en 1809 y una lucha cruenta hasta 1814, cuando se instituye la Milicia Nacional, que representaba la idea del ciudadano-soldado. En 1834 nacerá como milicia urbana, pasando a llamarse Guardia Nacional en 1835. Nonaspe pertenecía a la 3.ª Brigada de Voluntarios Realistas de Aragón, partido de Alcañiz.
Esta zona fue foco de insurrecciones carlistas a lo largo del siglo XIX y durante las tres guerras civiles: la primera entre 1833 y 1840, la segunda durante 1846 y 1848, y por último la tercera que transcurre entre 1872 y 1876. El carlismo del Bajo Aragón (Nonaspe, Maella, Fayón, Mequinenza y Escatrón), tenía su base social en el pequeño campesinado de mentalidad tradicionalista. La Desamortización de Mendizabal de 1836 extingue definitivamente el dominio hospitalario en Nonaspe. Sus bienes pasan al patrimonio del Estado o bien son subastados. A partir de 1875, en el marco de la tercera guerra carlista, se construirán a lo largo del río Ebro, desde Zaragoza hasta Amposta, y en lugares estratégicos, 45 torres ópticas, para comunicarse y alertar a los pueblos y ejército de las posibles incursiones carlistas. En Nonaspe se construye la torre conocida como “lo Castellet de Faió”, denominación que se debe por su orientación hacia Fayón.
En el siglo XX el pueblo fue por su posición estratégica un destacado lugar de estancia y tránsito de tropas nacionales y republicanas. La guerra civil terminó aquí con la Batalla del Ebro. Desde la segunda mitad de este siglo y hasta la actualidad, se han acometido importantes inversiones en infraestructuras y servicios.

## Demografía
Nonaspe cuenta con una población de 1012 habitantes (INE 2024).
| Gráfica de evolución demográfica de Nonaspe entre 1842 y 2021                                                       |
| |
| Población de derecho según los censos de población del INE Población de hecho según los censos de población del INE |

## Economía
La principal fuente de ingresos del municipio es la agricultura. Se cultiva sobre todo el olivo, el almendro, y la horticultura en general. También pueden encontrarse muchos tipos de frutales como cerezos, mangranos, manzanos, ciruelos y otros.

## Administración y política

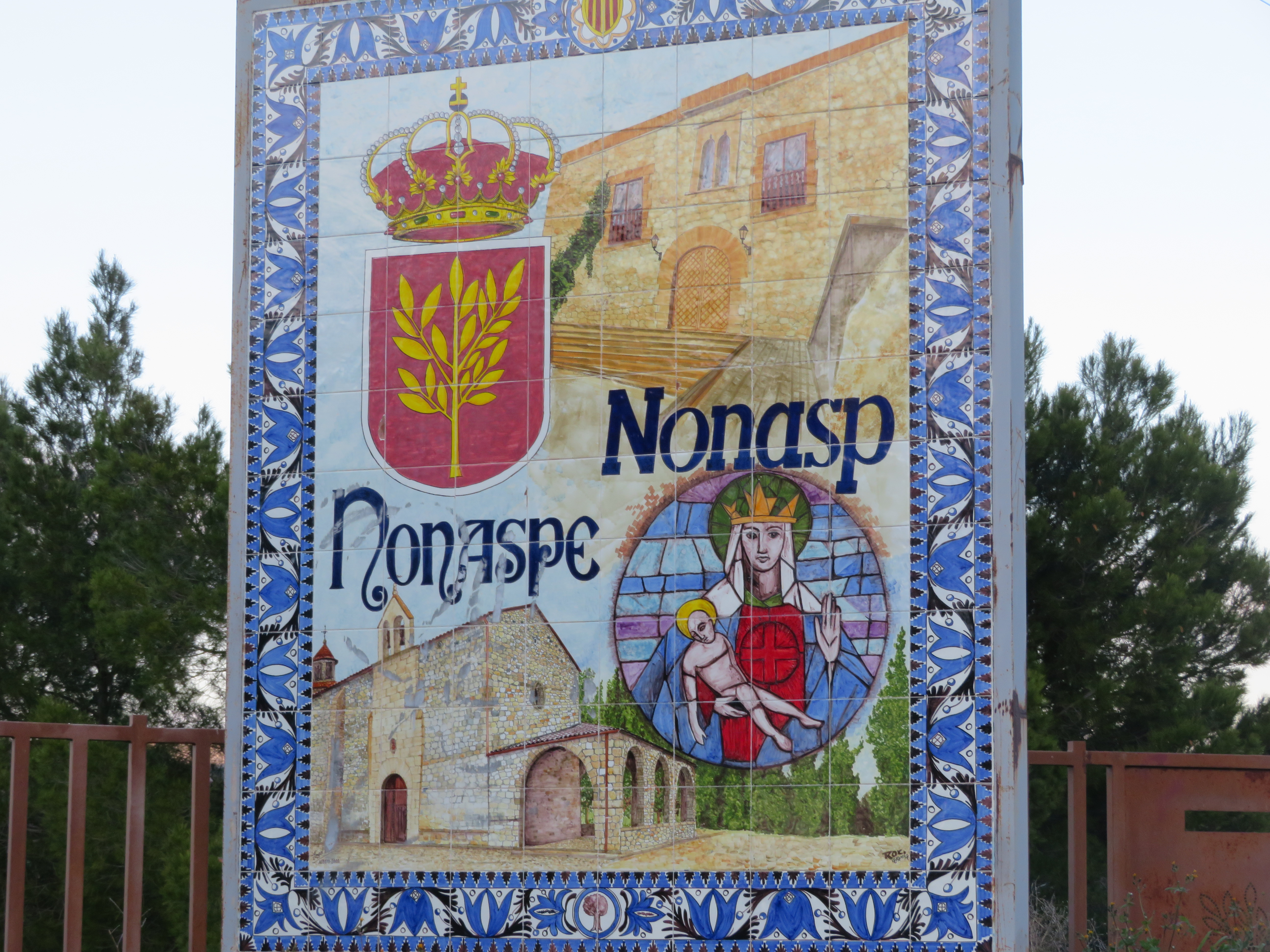
Municipio de Nonaspe

| Período   | Alcalde                       | Partido |  |
| --------- | ----------------------------- | ------- |  |
| 1979-1983 | José Albiac Altés             | PSOE    |  |
| 1983-1987 | José Albiac Altés             | PSOE    |  |
| 1987-1991 | José Albiac Altés             | PSOE    |  |
| 1991-1995 | José Albiac Altés             | PSOE    |  |
| 1995-1999 | Joaquin Llop Ráfales          | PP      |  |
| 1999-2003 | Joaquin Llop Ráfales          | PP      |  |
| 2003-2007 | Joaquin Llop Ráfales          | PP      |  |
| 2007-2011 | Joaquin Llop Ráfales          | PP      |  |
| 2011-2015 | Joaquin Llop Ráfales          | PP      |  |
| 2015-2019 | Joaquin Llop Ráfales          | PP      |  |
| 2019-2023 |                               |         |  |
| 2023-2027 | Fernando E. Taberner Salvador |         |  |

| Partido político    | Partido político                                   | 2003   | 2007   | 2011   | 2015   | 2019   | 2023   |
| Partido político    | Partido político                                   | Ediles | Ediles | Ediles | Ediles | Ediles | Ediles |
|                     | Partido Popular de Aragón (PP)                     | 6      | 6      | 6      | 6      | —      | 5      |
|                     | Chunta Aragonesista (CHA)                          | —      | 1      | 3      | 3      | —      | —      |
|                     | Partido de los Socialistas de Aragón (PSOE-Aragón) | 3      | 2      | 0      | —      | —      | 4      |
|                     | Partido Aragonés (PAR)                             | 0      | 0      | —      | —      | —      | —      |
| Total de concejales | Total de concejales                                | 9      | 9      | 9      | 9      | 9      | 9      |

## Servicios

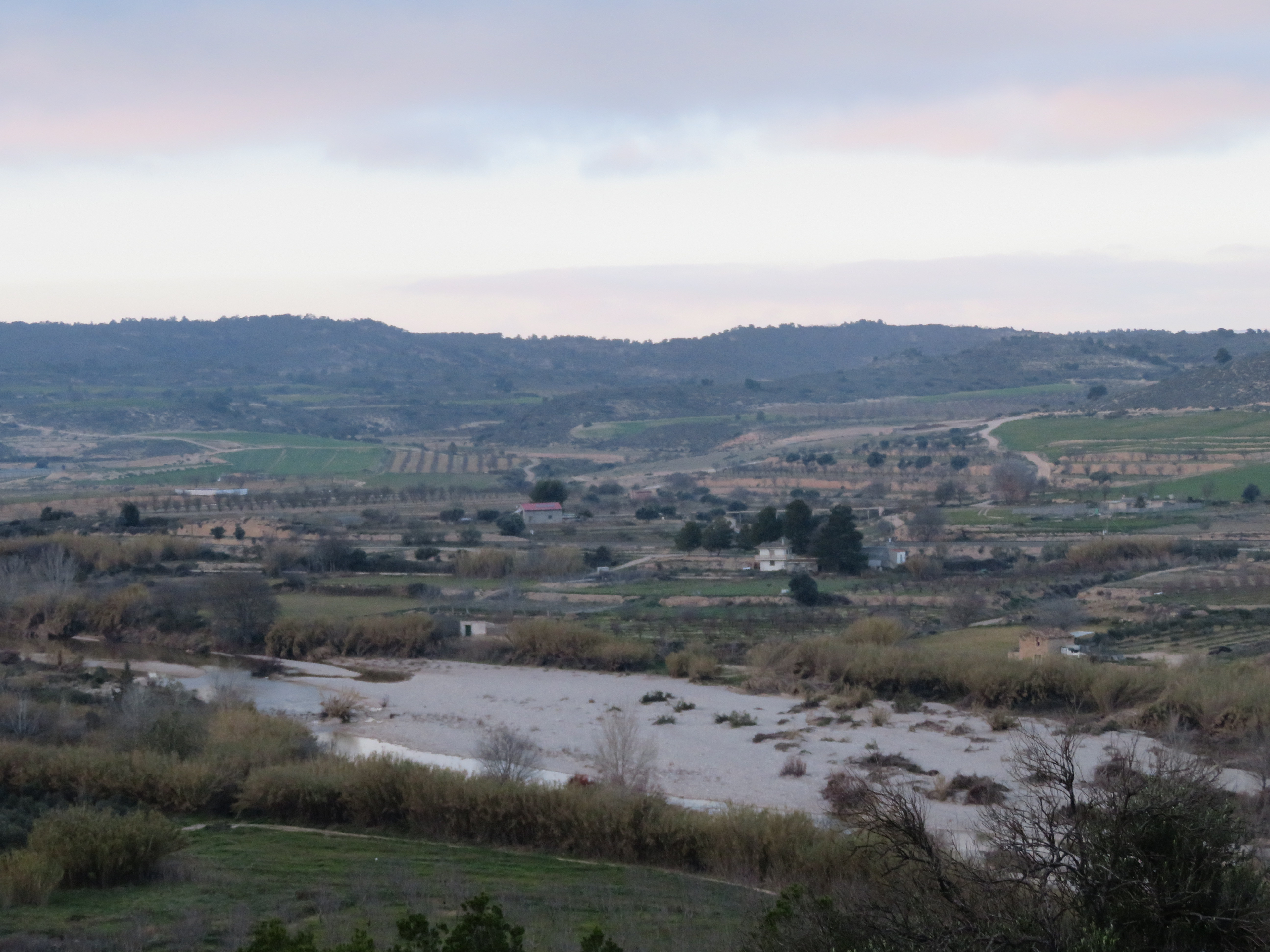
Río Matarraña, partidas rurales El Sot, Plans del Molí y Els Vilars, en el término municipal de Nonaspe

El pueblo, al tener un tamaño reducido, tiene pocas instalaciones. Las principales son la piscina municipal, un polideportivo, una pista de tenis y pistas de balompié y frontón públicas, además de contar con dos albergues. También hay centro polivalente para teatro y otras actuaciones. Está en proceso centro de día. Además de esto, cuenta con una escuela de educación infantil y primaria que forma parte del CRA Dos Aguas, con cabecera en Fabara.

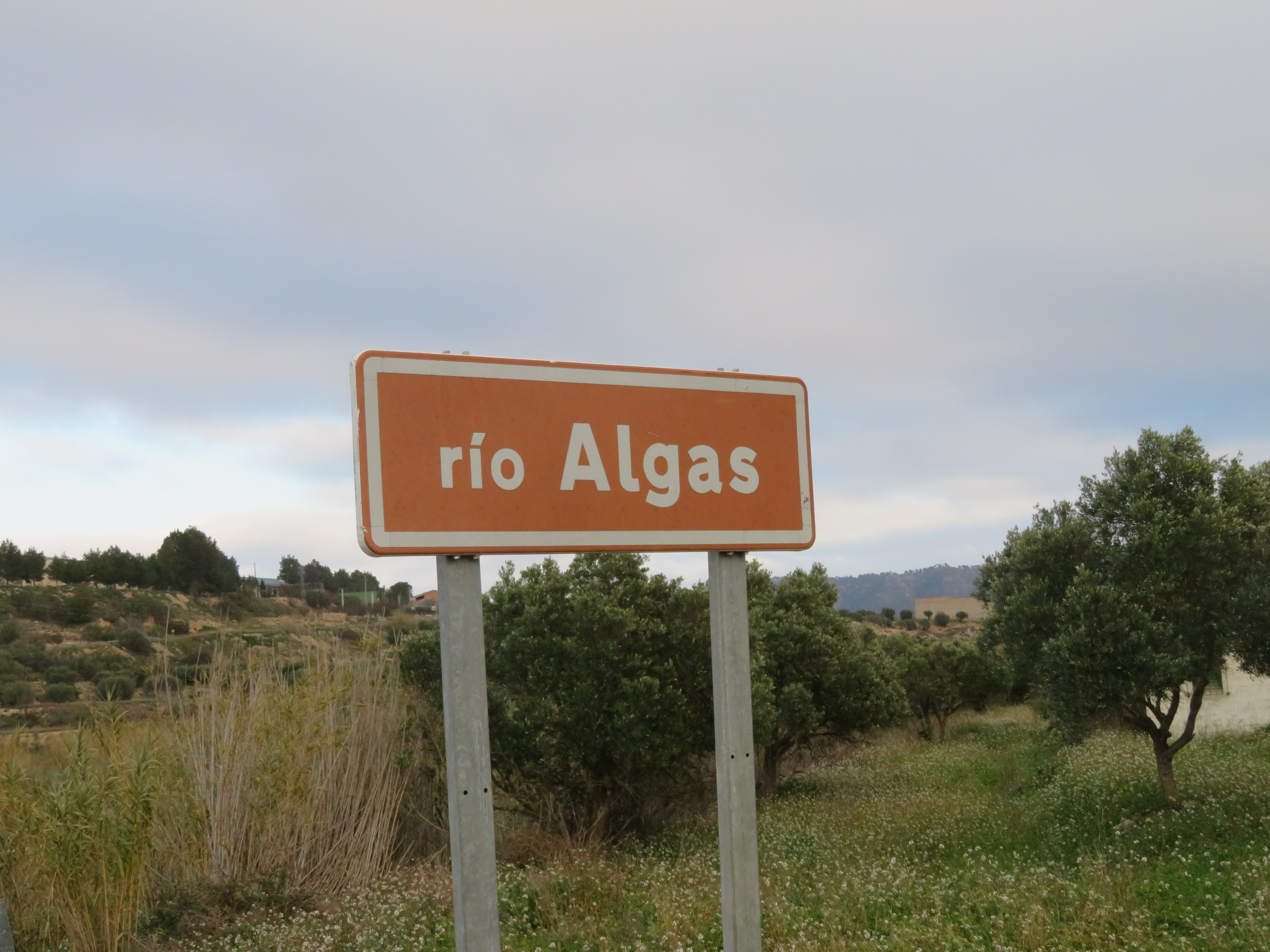
Río Algás, Nonaspe

Al estar entre dos ríos, el Algás y el Matarraña, hay actividades deportivas fluviales que se pueden realizar, así como quad-crossing por los caminos cercanos al río o refrescarse un día de verano en la orilla del río.

## Fiestas
- 17 de enero - San Antonio.

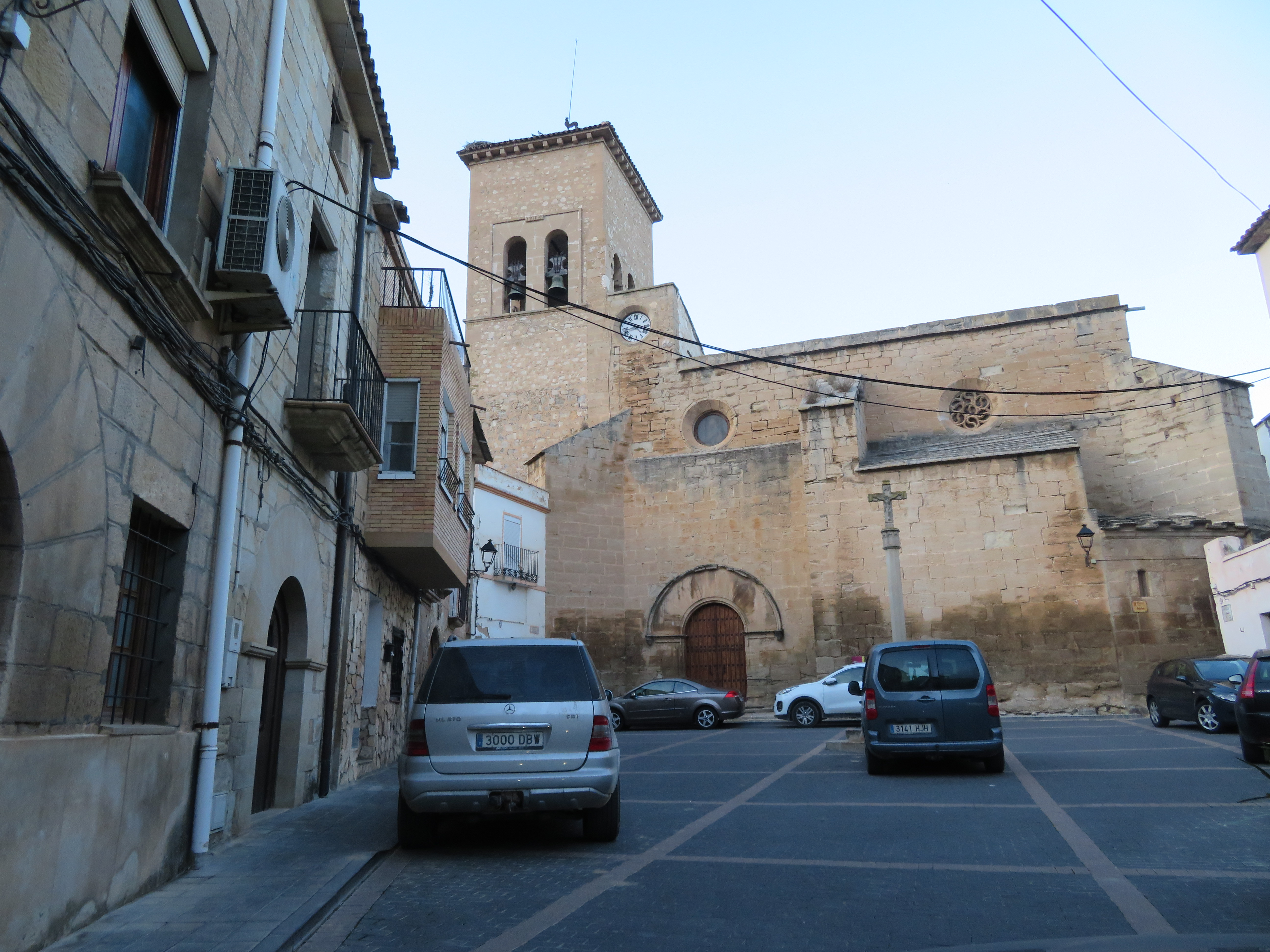
Parroquia de San Bartolomé y plaza de la Iglesia

- Principios de febrero - Santa Águeda.
- 24 de agosto - San Bartolomé.
- 29 de septiembre - San Miguel.

- En el Domingo de Resurrección - Día de Pascua.
- En junio, la víspera de San Juan - Noche de San Juan.
- En julio, domingo cercano a San Cristóbal - Fiesta de San Cristóbal.
- Primer domingo de septiembre - Fiesta Virgen de Dos Aguas.
- 31 de octubre por la noche (víspera de Todos los Santos) - La Castañada.
- Principios de diciembre - Fiesta de la Matanza